# MBC 뉴스투데이 경북
《MBC 뉴스투데이 경북》은 안동MBC TV에서 매주 평일 오전 7시 20분에 방송 중인 경북 지역 아침 종합 뉴스 프로그램이다.

## 개요
안동MBC 뉴스투데이로 읽는다.

## 앵커
| 대수 | 진행자          | 진행 기간                           | 비고  |
| ---- | --------------- | ----------------------------------- | ----- |
| 1대  | 윤수빈 아나운서 | 일자 미상 ~ 2022년 11월 20일        | [ 1 ] |
| 2대  | 황지윤 아나운서 | 2022년 11월 21일 ~ 2022년 12월 31일 |       |
| 3대  | 김예인 아나운서 | 2023년 1월 1일 ~ 2023년 12월 10일   | [ 2 ] |
| 4대  | 백시연 아나운서 | 2023년 12월 11일 ~ 2024년 9월 8일   | [ 3 ] |
| 5대  | 한주희 아나운서 | 2024년 9월 9일 ~ 2024년 12월 22일   |       |
| 6대  | 백시연 아나운서 | 2024년 12월 23일 ~ 2025년 1월 12일  |       |
| 7대  | 김민영 아나운서 | 2025년 1월 13일 ~ 현재              | [ 4 ] |